# Luigi Bertolini
Luigi Bertolini (Busalla, 13 novembre 1904 – Torino, 11 febbraio 1977) è stato un allenatore di calcio e calciatore italiano, di ruolo centrocampista.
Carlo Felice Chiesa lo ha definito «uno degli uomini chiave della leggenda del quinquennio juventino e del periodo d'oro della nazionale di Pozzo», con cui ha vinto il campionato del mondo 1934.

## Biografia
Nato in Liguria da madre originaria di Bardonecchia e padre veronese, crebbe ad Alessandria e iniziò a giocare a calcio con la squadra dilettantistica del quartiere San Michele; si diplomò in arti e mestieri.
Lavorò dapprima come fruttivendolo nel negozio di uno zio, poi come meccanico specializzato presso la fabbrica di cappelli G.B. Borsalino fu Lazzaro. Nel 1924 si trasferì a Savona, dove venne ingaggiato dalla squadra di calcio locale che gli garantì anche un lavoro all'Ilva.
Tornò due anni dopo nella sua città, tra le riserve dell'Alessandria, e scalò le gerarchie, passando infine a giocare ai più alti livelli con Juventus e nazionale. Dopo alcune esperienze da allenatore (una con la Juventus campione d'Italia nel 1952), si ritirò a vita privata e si dedicò al commercio di mobili.
Morì a 72 anni per un aneurisma aortico, all'ospedale Martini di Torino; lasciò la moglie e una figlia. Bertolini oggi riposa nel cimitero Parco di Torino.

## Caratteristiche tecniche

### Giocatore
Disse di lui il compagno di squadra Felice Borel: «Era idolatrato dagli inglesi: era il calciatore inglese, forte, deciso, generoso». Abile soprattutto nel colpo di testa, salì alla ribalta come prolifico centravanti, e fu per ricoprire questo ruolo che l'Alessandria lo ingaggiò dal Savona; osservandolo, l'allenatore dei grigi Carlo Carcano pensò invece di utilizzare la sua peculiarità in fase difensiva e lo schierò dunque in mediana, sulla sinistra, ruolo in cui raggiunse la fama. Era riconoscibile poiché, per proteggersi dai colpi del pallone, indossava un fazzoletto bianco sulla fronte.
Carlo Felice Chiesa lo descrive come un «formidabile difensore, dalla tipica benda sulla fronte, con la quale pareva calamitare i palloni, tanto facile e perentorio gli riusciva il colpo di testa», e ne ricorda la «grande pulizia negli interventi in chiusura» e l'abilità «nella fase di rilancio». Carlo Moriondo lo ricorda «lungo, dinoccolato, il fazzoletto bianco attorno ai capelli ricciuti, imbattibile nei colpi di testa, con un eccezionale compasso di gambe che gli permetteva di garantire spazi enormi; un compendio di volontà e di tecnica [...] meno forte sulla struttura fisica».

## Carriera

### Giocatore

#### Club

##### Gli esordi ad Alessandria e Savona
Tra le prime formazioni dilettantistiche alessandrine in cui militò sono annoverati il San Michele e il G.S.O. G.B.  Borsalino. Nel 1924, dopo il servizio di leva, fu segnalato ai dirigenti del Savona da un amico; passò le selezioni e giocò tra gli striscioni biancoblù come centravanti, per una stagione. Carlo Felice Chiesa indica anche una sua temporanea militanza nel Vado.

##### Ritorno ad Alessandria
La sua prolificità attirò l'attenzione dei dirigenti dell'Alessandria, che lo acquistarono dal Savona per 1 000 lire, assicurandogli inizialmente anche un lavoro che tuttavia non arrivò; all'attività di calciatore, tra le riserve dei grigi, affiancò quelle precarie e mal retribuite di riparatore di biciclette e di venditore di giornali.

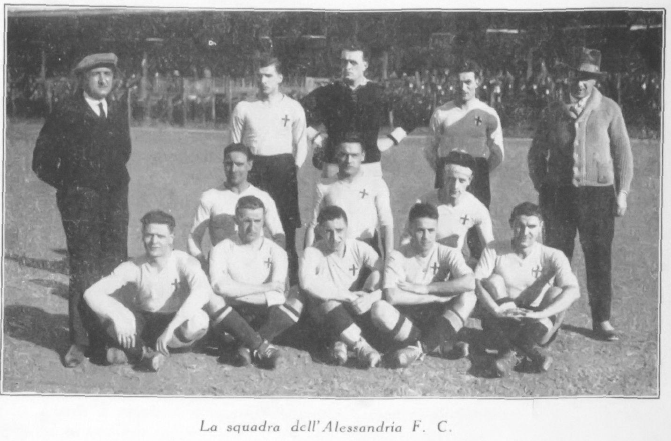
Bertolini (al centro, primo da destra) all'Alessandria nella stagione 1927-1928.

Fu notato dal tecnico Carlo Carcano, il quale segnalò ai vertici della squadra i problemi di malnutrizione del calciatore — il quale, per ragioni economiche, si limitava a dei «robusti caffelatte» — e chiese di garantirgli il vitto; ristabilitosi, il 13 febbraio 1927 debuttò in prima squadra, a Genova, nella gara persa contro la Sampierdarenese (1-2). A partire da quel momento fu schierato con regolarità nel ruolo di mediano sinistro, e contribuì nel 1927 alla vittoria della Coppa CONI. Ricordò come momento di svolta per la sua carriera la gara contro il Torino del 30 ottobre 1927: «Vincemmo per 3-1 su di un campo più fango che prato. Feci una gara spettacolosa. Vezzani e Baloncieri toccarono pochi palloni ed impararono a conoscermi. Divenni, in un'ora e mezzo, l'idolo di Alessandria. Mi pareva di sognare. Un anno prima dormivo d'estate sotto il ponte del Tanaro, in una specie di capanna con un letto di paglia e di fieno».
Sotto la guida di Carcano andò a comporre una robusta mediana al fianco di Avalle e Gandini, dando un importante contribuito ad alcuni dei migliori campionati tra quelli disputati dalla squadra cinerina in massima serie. Giocò la sua ultima partita in maglia grigia il 14 giugno 1931, contro il Bologna: la gara terminò con una pesante sconfitta (1-6) e Bertolini, già in trattative con la Juventus, venne escluso dal direttore tecnico Amilcare Savojardo per le ultime due gare.

##### La Juventus e gli ultimi anni

Bertolini con la maglia della Juventus negli anni 1930.

Secondo Mario Pennacchia, Bertolini era già da tempo affascinato dalla prospettiva di giocare nella Juventus, ed era rimasto amareggiato quando Carcano, passato ad allenare i bianconeri nel 1930, aveva portato con sé il solo Giovanni Ferrari; fu però proprio l'interno a richiedere, nell'estate 1931, l'acquisto di Bertolini, il quale gli avrebbe così garantito più copertura, considerata anche una scarsa attitudine di Virginio Rosetta al gioco aereo. Intervenne dunque il dirigente Giovanni Mazzonis il quale, forte della sua volontà, si assicurò il giocatore offrendo ai dirigenti grigi 180 000 lire.
Con la squadra bianconera vinse da titolare quattro dei cinque scudetti del Quinquennio d'oro, andando a comporre la cosiddetta «mediana d'acciaio» con Luis Monti e Mario Varglien. Rimase alla Juventus per sei campionati, fino al 1937, quando divenne per tre stagioni giocatore e allenatore del Tigullia, compagine appena nata dalla fusione tra il Rapallo e il locale Gruppo Sportivo Littorio; con la squadra ligure vinse la Prima Divisione 1937-1938.

#### Nazionale
Debuttò in nazionale il 1º dicembre 1929, a San Siro, in Italia-Portogallo (6-1), nella prima da commissario unico di Vittorio Pozzo; inizialmente non fu confermato tra i titolari, andando a figurarvi stabilmente solo a partire dal febbraio 1931. Andò a formare una celebre linea mediana con Monti, già suo compagno di squadra alla Juventus, e Attilio Ferraris.

I festeggiamenti della nazionale italiana dopo la vittoria al Mondiale 1934: Bertolini è riconoscibile per il fazzoletto legato in fronte.

Con gli azzurri vinse nel 1934 la Coppa Rimet disputando da titolare quattro gare su cinque (mancò il primo quarto di finale). Fu inoltre tra i protagonisti della cosiddetta Battaglia di Highbury, nella quale raddoppiò i suoi sforzi in difesa per sopperire all'infortunio che aveva neutralizzato il compagno di reparto Monti all'inizio della partita, del quale peraltro, nella foga, non si era accorto (secondo le testimonianze, nella frenetica opera di contenimento, chiedeva insistentemente al terzino Luigi Allemandi: «Dov'è Luis?»).
In totale ha disputato 26 gare indossando la maglia azzurra della nazionale A, e 3 con quella della nazionale B.

### Allenatore
Giocatore-allenatore del Tigullia di Rapallo, con cui ottenne una promozione in Serie C nel 1938, proseguì nel secondo dopoguerra guidando ancora compagini di serie minori: nel 1946 divenne il primo allenatore nella storia dell'Acireale, mentre nell'annata 1947-1948 passò alla Reggina, in Serie C, venendo sostituito a campionato in corso da Guido Dossena.
Divenuto osservatore della Juventus, fu promosso allenatore da Gianni Agnelli all'inizio della stagione 1951-1952, in seguito alle dimissioni che Jesse Carver presentò in polemica con la dirigenza. Nell'impossibilità d'ingaggiare subito György Sárosi per ragioni burocratiche, Bertolini, coadiuvato da Gianpiero Combi, guidò la squadra per dieci giornate, fino al mese di dicembre. Il campionato si chiuse con la vittoria dello scudetto, il nono nella storia della squadra torinese.
Nella stagione successiva venne ingaggiato dal Brescia, in Serie B; fu sollevato dall'incarico dopo le prime otto giornate e negli anni a venire proseguì l'attività a livello dilettantistico con il Cuneo e il Cenisia di Torino.

## Statistiche

### Presenze e reti nei club
| Stagione           | Squadra            | Campionato         | Campionato | Campionato | Coppe nazionali | Coppe nazionali | Coppe nazionali | Coppe europee | Coppe europee | Coppe europee | Totale | Totale |
| Stagione           | Squadra            | Comp               | Pres       | Reti       | Comp            | Pres            | Reti            | Comp          | Pres          | Reti          | Pres   | Reti   |
| ------------------ | ------------------ | ------------------ | ---------- | ---------- | --------------- | --------------- | --------------- | ------------- | ------------- | ------------- | ------ | ------ |
| 1925-1926          | Savona             | 2D                 | ?          | ?          | –               | –               | –               | –             | –             | –             | ?      | ?      |
| 1926-1927          | Alessandria        | DN                 | 2          | 0          | CONI            | 11              | 0               | –             | –             | –             | 13     | 0      |
| 1927-1928          | Alessandria        | DN                 | 30         | 3          | –               | –               | –               | –             | –             | –             | 30     | 3      |
| 1928-1929          | Alessandria        | DN                 | 28         | 0          | –               | –               | –               | –             | –             | –             | 28     | 0      |
| 1929-1930          | Alessandria        | A                  | 29         | 0          | –               | –               | –               | –             | –             | –             | 29     | 0      |
| 1930-1931          | Alessandria        | A                  | 30         | 3          | –               | –               | –               | –             | –             | –             | 30     | 3      |
| Totale Alessandria | Totale Alessandria | Totale Alessandria | 119        | 6          | –               | 11              | 0               | –             | –             | –             | 130    | 6      |
| lug.-set. 1931     | Juventus           | –                  | –          | –          | –               | –               | –               | CEC           | 3             | 0             | 3      | 0      |
| 1931-1932          | Juventus           | A                  | 31         | 2          | –               | –               | –               | CEC           | 4             | 0             | 35     | 2      |
| 1932-1933          | Juventus           | A                  | 31         | 0          | –               | –               | –               | CEC           | 4             | 0             | 35     | 0      |
| 1933-1934          | Juventus           | A                  | 29         | 1          | –               | –               | –               | CEC           | 5             | 0             | 34     | 1      |
| 1934-1935          | Juventus           | A                  | 26         | 2          | –               | –               | –               | CEC           | 7             | 0             | 33     | 2      |
| 1935-1936          | Juventus           | A                  | 12         | 0          | –               | –               | –               | –             | –             | –             | 12     | 0      |
| 1936-1937          | Juventus           | A                  | 8          | 0          | CI              | 1               | 0               | –             | –             | –             | 9      | 0      |
| Totale Juventus    | Totale Juventus    | Totale Juventus    | 137        | 5          | –               | 1               | 0               | –             | 23            | 0             | 161    | 5      |
| 1937-1938          | Tigullia           | 1ª Div             | 17         | 6          | –               | –               | –               | –             | –             | –             | 17     | 6      |
| 1938-1939          | Tigullia           | C                  | 19         | 2          | CI              | 1               | 0               | –             | –             | –             | 20     | 2      |
| 1939-1940          | Tigullia           | C                  | ?          | 2          | CI              | 1               | 0               | –             | –             | –             | ?      | ?      |
| Totale Tigullia    | Totale Tigullia    | Totale Tigullia    | ?          | 10+        | –               | ?               | ?               | –             | –             | –             | ?      | 10+    |
| Totale carriera    | Totale carriera    | Totale carriera    | 256+       | 16+        | –               | 12+             | 0+              | –             | 23            | 0             | 291+   | 15+    |

### Cronologia presenze e reti in nazionale
| Cronologia completa delle presenze e delle reti in nazionale ― Italia | Cronologia completa delle presenze e delle reti in nazionale ― Italia | Cronologia completa delle presenze e delle reti in nazionale ― Italia | Cronologia completa delle presenze e delle reti in nazionale ― Italia | Cronologia completa delle presenze e delle reti in nazionale ― Italia | Cronologia completa delle presenze e delle reti in nazionale ― Italia | Cronologia completa delle presenze e delle reti in nazionale ― Italia | Cronologia completa delle presenze e delle reti in nazionale ― Italia |
| Data                                                                  | Città                                                                 | In casa                                                               | Risultato                                                             | Ospiti                                                                | Competizione                                                          | Reti                                                                  | Note                                                                  |
| --------------------------------------------------------------------- | --------------------------------------------------------------------- | --------------------------------------------------------------------- | --------------------------------------------------------------------- | --------------------------------------------------------------------- | --------------------------------------------------------------------- | --------------------------------------------------------------------- | --------------------------------------------------------------------- |
| 1-12-1929                                                             | Milano                                                                | Italia                                                                | 6 – 1                                                                 | Portogallo                                                            | Amichevole                                                            | -                                                                     |                                                                       |
| 22-2-1931                                                             | Milano                                                                | Italia                                                                | 2 – 1                                                                 | Austria                                                               | Coppa Internazionale                                                  | -                                                                     |                                                                       |
| 29-3-1931                                                             | Berna                                                                 | Svizzera                                                              | 1 – 1                                                                 | Italia                                                                | Coppa Internazionale                                                  | -                                                                     |                                                                       |
| 12-4-1931                                                             | Porto                                                                 | Portogallo                                                            | 0 – 2                                                                 | Italia                                                                | Amichevole                                                            | -                                                                     |                                                                       |
| 19-4-1931                                                             | Bilbao                                                                | Spagna                                                                | 0 – 0                                                                 | Italia                                                                | Amichevole                                                            | -                                                                     |                                                                       |
| 20-5-1931                                                             | Roma                                                                  | Italia                                                                | 3 – 0                                                                 | Scozia                                                                | Amichevole                                                            | -                                                                     |                                                                       |
| 13-12-1931                                                            | Torino                                                                | Italia                                                                | 3 – 2                                                                 | Ungheria                                                              | Coppa Internazionale                                                  | -                                                                     |                                                                       |
| 20-3-1932                                                             | Vienna                                                                | Austria                                                               | 2 – 1                                                                 | Italia                                                                | Coppa Internazionale                                                  | -                                                                     |                                                                       |
| 10-4-1932                                                             | Parigi                                                                | Francia                                                               | 1 – 2                                                                 | Italia                                                                | Amichevole                                                            | -                                                                     |                                                                       |
| 8-5-1932                                                              | Budapest                                                              | Ungheria                                                              | 1 – 1                                                                 | Italia                                                                | Coppa Internazionale                                                  | -                                                                     |                                                                       |
| 27-11-1932                                                            | Milano                                                                | Italia                                                                | 4 – 2                                                                 | Ungheria                                                              | Amichevole                                                            | -                                                                     |                                                                       |
| 1-1-1933                                                              | Bologna                                                               | Italia                                                                | 3 – 1                                                                 | Germania                                                              | Amichevole                                                            | -                                                                     |                                                                       |
| 12-2-1933                                                             | Bruxelles                                                             | Belgio                                                                | 2 – 3                                                                 | Italia                                                                | Amichevole                                                            | -                                                                     |                                                                       |
| 2-4-1933                                                              | Ginevra                                                               | Svizzera                                                              | 0 – 3                                                                 | Italia                                                                | Coppa Internazionale                                                  | -                                                                     |                                                                       |
| 7-5-1933                                                              | Firenze                                                               | Italia                                                                | 2 – 0                                                                 | Cecoslovacchia                                                        | Coppa Internazionale                                                  | -                                                                     |                                                                       |
| 13-5-1933                                                             | Roma                                                                  | Italia                                                                | 1 – 1                                                                 | Inghilterra                                                           | Amichevole                                                            | -                                                                     |                                                                       |
| 22-10-1933                                                            | Budapest                                                              | Ungheria                                                              | 0 – 1                                                                 | Italia                                                                | Coppa Internazionale                                                  | -                                                                     |                                                                       |
| 3-12-1933                                                             | Firenze                                                               | Italia                                                                | 5 – 2                                                                 | Svizzera                                                              | Coppa Internazionale                                                  | -                                                                     |                                                                       |
| 11-2-1934                                                             | Torino                                                                | Italia                                                                | 2 – 4                                                                 | Austria                                                               | Coppa Internazionale                                                  | -                                                                     |                                                                       |
| 27-5-1934                                                             | Roma                                                                  | Italia                                                                | 7 – 1                                                                 | Stati Uniti                                                           | Mondiali 1934 - Ottavi                                                | -                                                                     |                                                                       |
| 1-6-1934                                                              | Firenze                                                               | Italia                                                                | 1 – 0                                                                 | Spagna                                                                | Mondiali 1934 - Quarti                                                | -                                                                     |                                                                       |
| 3-6-1934                                                              | Milano                                                                | Italia                                                                | 1 – 0                                                                 | Austria                                                               | Mondiali 1934 - Semif.                                                | -                                                                     |                                                                       |
| 10-6-1934                                                             | Roma                                                                  | Italia                                                                | 2 – 1 dts                                                             | Cecoslovacchia                                                        | Mondiali 1934 - Finale                                                | -                                                                     | 1º titolo mondiale                                                    |
| 14-11-1934                                                            | Londra                                                                | Inghilterra                                                           | 3 – 2                                                                 | Italia                                                                | Amichevole                                                            | -                                                                     |                                                                       |
| 9-12-1934                                                             | Milano                                                                | Italia                                                                | 4 – 2                                                                 | Ungheria                                                              | Amichevole                                                            | -                                                                     |                                                                       |
| 24-11-1935                                                            | Milano                                                                | Italia                                                                | 2 – 2                                                                 | Ungheria                                                              | Coppa Internazionale                                                  | -                                                                     |                                                                       |
| Totale                                                                |                                                                       | Presenze (100º posto)                                                 | 26                                                                    |                                                                       | Reti                                                                  | 0                                                                     |                                                                       |

### Carriera da allenatore
| Stagione        | Squadra         | Campionato      | Campionato | Campionato | Campionato | Campionato | Coppe nazionali | Coppe nazionali | Coppe nazionali | Coppe nazionali | Coppe nazionali | Totale | Totale | Totale | Totale | Vittorie % |
| Stagione        | Squadra         | Comp            | G          | V          | N          | P          | Comp            | G               | V               | N               | P               | G      | V      | N      | P      | %          |
| --------------- | --------------- | --------------- | ---------- | ---------- | ---------- | ---------- | --------------- | --------------- | --------------- | --------------- | --------------- | ------ | ------ | ------ | ------ | ---------- |
| 1937-1938       | Tigullia        | 1ª Div          | 16         | ?          | ?          | ?          | –               | –               | –               | –               | –               | 16     | ?      | ?      | ?      | ?          |
| 1938-1939       | Tigullia        | C               | 24         | 9          | 7          | 8          | CI              | 1               | 0               | 0               | 1               | 25     | 9      | 7      | 9      | 36,00      |
| 1939-1940       | Tigullia        | C               | 28         | 14         | 4          | 10         | CI              | 1               | 0               | 0               | 1               | 29     | 14     | 4      | 11     | 48,28      |
| Totale Tigullia | Totale Tigullia | Totale Tigullia | 68         | 23+        | 11+        | 18+        | –               | 2               | 0               | 0               | 2               | 70     | 23+    | 11+    | 18+    | 42,59      |
| 1946-1947       | Acireale        | C               | 20         | 7          | 3          | 10         | –               | –               | –               | –               | –               | 20     | 7      | 3      | 10     | 35,00      |
| 1947-1948       | Reggina         | C               | ?          | ?          | ?          | ?          | –               | –               | –               | –               | –               | ?      | ?      | ?      | ?      | ?          |
| 1951-1952       | Juventus        | A               | 10         | 8          | 1          | 1          | –               | –               | –               | –               | –               | 10     | 8      | 1      | 1      | 80,00      |
| 1952-1953       | Brescia         | B               | 8          | 2          | 2          | 4          | –               | –               | –               | –               | –               | 8      | 2      | 2      | 4      | 25,00      |

## Palmarès

### Giocatore

#### Club
- Campionato italiano: 4

Juventus: 1931-1932, 1932-1933, 1933-1934, 1934-1935
- Prima Divisione: 1

Tigullia: 1937-1938

#### Nazionale
- Campionato mondiale: 1

Italia 1934